# Si Dios me quita la vida
Si Dios me quita la vida es una telenovela mexicana producida por Televisa en 1995 de la mano de Pedro Damián y Juan Osorio. Protagonizada por Daniela Romo y el lanzamiento estelar de César Évora, con las participaciones antagónicas de Omar Fierro y los primeros actores Alma Muriel, Fernando Balzaretti, Alonso Echánove y Blanca Guerra con la participación de los primeros actores Enrique Lizalde, Gustavo Rojo, Juan Carlos Colombo, Adriana Roel, Julieta Egurrola y Martha Ofelia Galindo. Es una versión de la telenovela La leona de 1961.

## Argumento
Esta historia gira alrededor de María Sánchez Amaro, una mujer de familia acomodada, educada en las costumbres morales de los años 20´s, cuya vida gira en torno a tres hombres: Alfredo, el seductor, con quien se casó y procreó un hijo; Enrico, hombre maduro, noble y protector, con quien forma un segundo matrimonio; y Antonio, quien le enseña la promesa del amor verdadero.
Después de sufrir abusos y traiciones por parte de Alfredo, ella se queda sola con su hija cuando él va a la cárcel. Ella avanza con su hermosa voz, pero al ser liberado vuelve a acosar, María cae en los brazos de Enrico, cautivada por su amor y bondad, y ahí reside el amor y la protección que siempre ha anhelado.
Aparece entonces Antonio, como un hombre que recibió protección de Enrico cuando huyó de su país, acusado de un crimen que no cometió. Enrico no sólo trabaja sino que también le dio el mismo cariño que le dio a su propio hijo. Antonio se enamora perdidamente de la esposa del hombre que más quiere y respeta, y ella también, aunque ambos intentan resistirse a este amor atormentado e imposible.

## Elenco
- Daniela Romo - María Sánchez-Amaro
- César Évora - Antonio Foscari
- Omar Fierro - Alfredo Román
- Alma Muriel - Eva de Sánchez-Amaro / Eva de Hernández
- Enrique Lizalde - Enrico de Marchi
- Rafael Rojas - Francesco de Marchi
- Adriana Roel - Doña Fedora Foscari
- Julieta Egurrola - Antonieta Vidal
- Martha Ofelia Galindo - Gilda
- Alonso Echánove - Tomás Esquivel
- Luis Felipe Tovar - Gregorio "Goyo" Jiménez
- José Elías Moreno - Raúl Guevara
- Karyme Lozano - Esther "Teté" Román Sánchez-Amaro
- Blanca Guerra - Virginia Hernández
- Fernando Balzaretti - Santiago Hernández
- Wendy de los Cobos - Dinorah Moreno
- Gustavo Rojo - Don Jesús Sánchez-Amaro
- Tiaré Scanda - Rosario
- Amparo Garrido - Griselda
- Renée Varsi - Lucía
- Juan Carlos Colombo - Teniente Pablo García
- Alan Fierro
- Roberto Miquel
- Jorge Poza - Claudio
- Jesús Ochoa - León
- Martha Mariana Castro
- Andrea Noli
- María Dolores Oliva
- Mario Prudom
- Lucía Paillés
- Juan Carlos Barreto
- Raúl Azkenazi
- Alec Von Bargen
- Kala Ruiz - Rosita
- Minerva Padilla
- Plutarco Haza - Hugo
- Gustavo Munguía
- Ricardo Vera
- Alfredo Gutiérrez
- Enrique Borja Baena
- Cecilia Romo

## Equipo de producción
- Historia original: Marissa Garrido
- Libretos: María Zarattini, Vittoria Zarattini
- Edición literaria: Irma Ramos
- Historiador: José Ruiz de Esparza
- Tema original: Si Dios me quita la vida
- Autor: Luis Demetrio
- Intérprete: Daniela Romo
- Tema original: Voy
- Autor: Luis Demetrio
- Intérprete: Daniela Romo
- Arreglos y producción musical: Bebu Silvetti
- Música incidental: Luis Ignacio Guzmán Zaldívar
- Escenografía y ambientación: José Contreras, Sandra Cortés
- Diseño de vestuario: Alejandro Gastelum, Luz Adriana Llamas, Verónica Nava, Fernando Bermúdez
- Diseño de imagen: Miguel Salas, Francisco Iglesias
- Musicalizador: Juan López
- Editor: J.R. Navarro, Adrián Frutos Maza
- Jefes de producción: Georgina Garibay García, Jaime Gutíerrez Cáceres, Jorge Sosa Lanz
- Gerente administrativa: Georgina Castro Ruiz
- Coordinación de producción: Laura Mezta
- Gerentes de producción: Xuitlaltzin Vázquez, Gabriela Rodríguez Galaviz
- Directora de diálogos: Ana Celia Urquidi
- Director de arte: Juan José Urbini
- Director de cámaras en locación: Juan Carlos Frutos
- Director de escena en locación: Enrique Lizalde
- Directores de cámaras: Jesús Acuña Lee, Carlos Sánchez Zúñiga
- Director de escena: Jorge Fons
- Productores: Pedro Damián, Juan Osorio

## Premios

### Premios TVyNovelas 1996
| Categoría              | Nominado(a)     | Resultado |
| ---------------------- | --------------- | --------- |
| Mejor primer actor     | Enrique Lizalde | Ganador   |
| Mejor actor de reparto | Rafael Rojas    | Nominado  |
| Mejor ambientación     | Sandra Cortés   | Ganadora  |

## Versiones
- Si Dios me quita la vida es una versión de la telenovela La leona (Telesistema Mexicano 1961), producida por Ernesto Alonso y protagonizada por Amparo Rivelles.
- Ya tuvo una versión en 1979 también producida por Ernesto Alonso para Televisa, llamada Una mujer marcada y protagonizada por Sasha Montenegro.
- La cadena brasileña SBT produjo una versión propia en 1982 llamada A leoa, protagonizada por Maria Estela.